# Heinrich Dietrich von Grolman
 (juin 2023).
Heinrich Dietrich Grolman, depuis 1786 von Grolman, (né le 31 décembre 1740 à Bochum et mort le 21 octobre 1840 à Berlin) est avocat, conseiller privé réel prussien, président de la Cour suprême privée et membre du Conseil d'État.

## Biographie
Dietrich von Grolman, formé à Clèves, étudie le droit à Halle et Göttingen et commence sa carrière juridique pratique avec le gouvernement à Clèves, après quoi il devient juge à Berlin en 1765 et plus tard Pupillenrat (conseiller de tutelle).
En 1786, il est fait chevalier. Déjà à l'époque l'un des éminents juristes de Prusse, il est nommé membre de la commission des lois en tant que conseiller privé de la justice en 1787 et travaille comme employé à la rédaction de la loi foncière générale prussienne.
En 1793, il est promu au Conseil et en 1804 au président de la Cour suprême privée, et lorsque le Conseil d'État est créé en 1817, il est nommé membre de celui-ci. Après 67 ans d'activité officielle, il reçoit sa révocation de la fonction publique en 1833 et est décoré de l'ordre de l'Aigle noir.
Il est décède peu avant son centième anniversaire et est enterré avec les membres de sa famille au cimetière II de la Congrégation de Jérusalem et de la Nouvelle-Église.
En tant que co-auteur de la loi foncière générale prussienne de 1794, il est probablement aussi l'homonyme de la Grolmanstraße dans le "quartier des avocats" de Charlottenbourg via Savignyplatz (de) en 1874 - Savigny est par la suite (1820) le rédacteur de la loi foncière. 

## Famille
Il est marié avec Maria Susanna Maercker (1744-1825), fille du détective Arnold Georg Maercker (mort en 1758). Le couple a neuf enfants, dont deux filles et un fils meurent jeunes, un autre en 1796, survivant :
- Caroline Henriette (née le 22 mars 1774 et morte le 15 mars 1843)[2] mariée avec Ludwig Wilhelm von Braunschweig (de) (né le 11 novembre 1758 et mort le 10 mai 1838), président de la Cour suprême
- Elisabeth Luise (1784–1859) marié en 1810 avec Sigmund von Rotenhan (1761–1826)
- Wilhelmine (née le 22 décembre 1789 et morte le 28 février 1875) mariée avec Friedrich Wilhelm (né le 22 août 1764 et mort le 25 mars 1835), maître forestier, fils du Generalleutnant Wilhelm Friedrich Schenck von Flechtingen (de) ; Parents d'Hermann von Schenck
- Karl Wilhelm George (né le 30 juillet 1777 et mort le 15 septembre 1843), marié avec :
  - Sophie von Gerlach (1787–1807)
  - Hedwig von Rotenhan (1796–1864)
- Wilhelm Heinrich (de) (né le 28 février 1781 et mort le 1er janvier 1856), président de la Cour suprême[3],[4], marié en
  - 1810 avec Henriette Wilhelmine Heim (née le 20 juillet 1783 et mort le 10 décembre 1820) fille d'Ernst Ludwig Heim
  - 1828 Malwine Marie Eimbeck (née le 23 décembre 1804 et morte le 11 mars 1857)